# Guerre franco-espagnole
Pour le conflit du XVIe siècle, voir Guerre franco-espagnole (1595-1598).
Guerre franco-espagnole
Batailles
- Les Avins (05-1635)
- Louvain (06-1635)
- Tornavento (06-1636)
- Îles de Lérins (03-1637)
- Leucate (08/09-1637)
- Yvois (1637)
- Getaria (08-1638)
- Thionville (06-1639)
- Salses (07-1639)
- Les Downs (10-1639)
- Turin (05-1640)
- Yvois (1639)
- Montjuïc (01-1641)
- Aire (1641)
- Honnecourt (05-1642)
- Rocroi (05-1643)
- Carthagène (09-1643)
- Lérida (05-1646)
- Bergues (08-1646)
- Dunkerque (09-1646)
- Lérida (05-1647)
- Lens (08-1648)
- Rethel (1650)
- Barcelone (1651-1652)
- Mouzon (1653)
- Bordils (12-1653)
- Arras (08-1654)
- Puycerda (10-1654)
- Landrecies (06-1655)
- Pavie (1655)
- Valenciennes (07-1656)
- Dunkerque (05-1658)
- Les Dunes (06-1658)
- Bergues (07-1658)

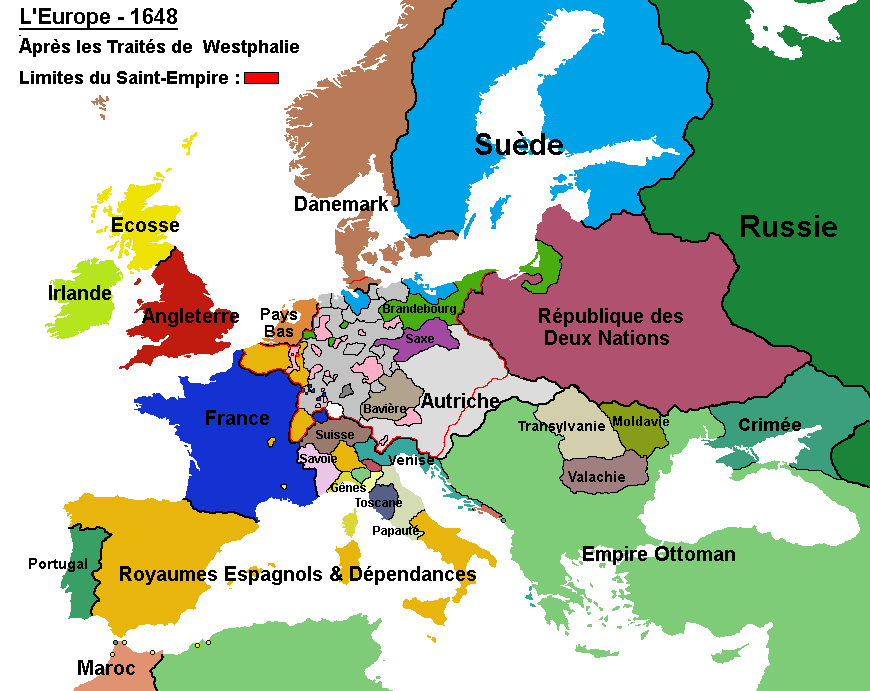
Carte simplifiée de l'Europe en 1648.

La guerre franco-espagnole est un conflit militaire entre la France et l'Espagne qui commence, en 1635, par l'intervention française dans la guerre de Trente Ans, à laquelle participe déjà l'Espagne. La lutte entre les deux royaumes n'est pas suspendue par les traités de Westphalie qui mettent fin en 1648 à la guerre de Trente Ans, mais continue jusqu'en 1659 avec la signature du traité des Pyrénées.

## Contexte
Pour un article plus général, voir Guerre de Trente Ans.

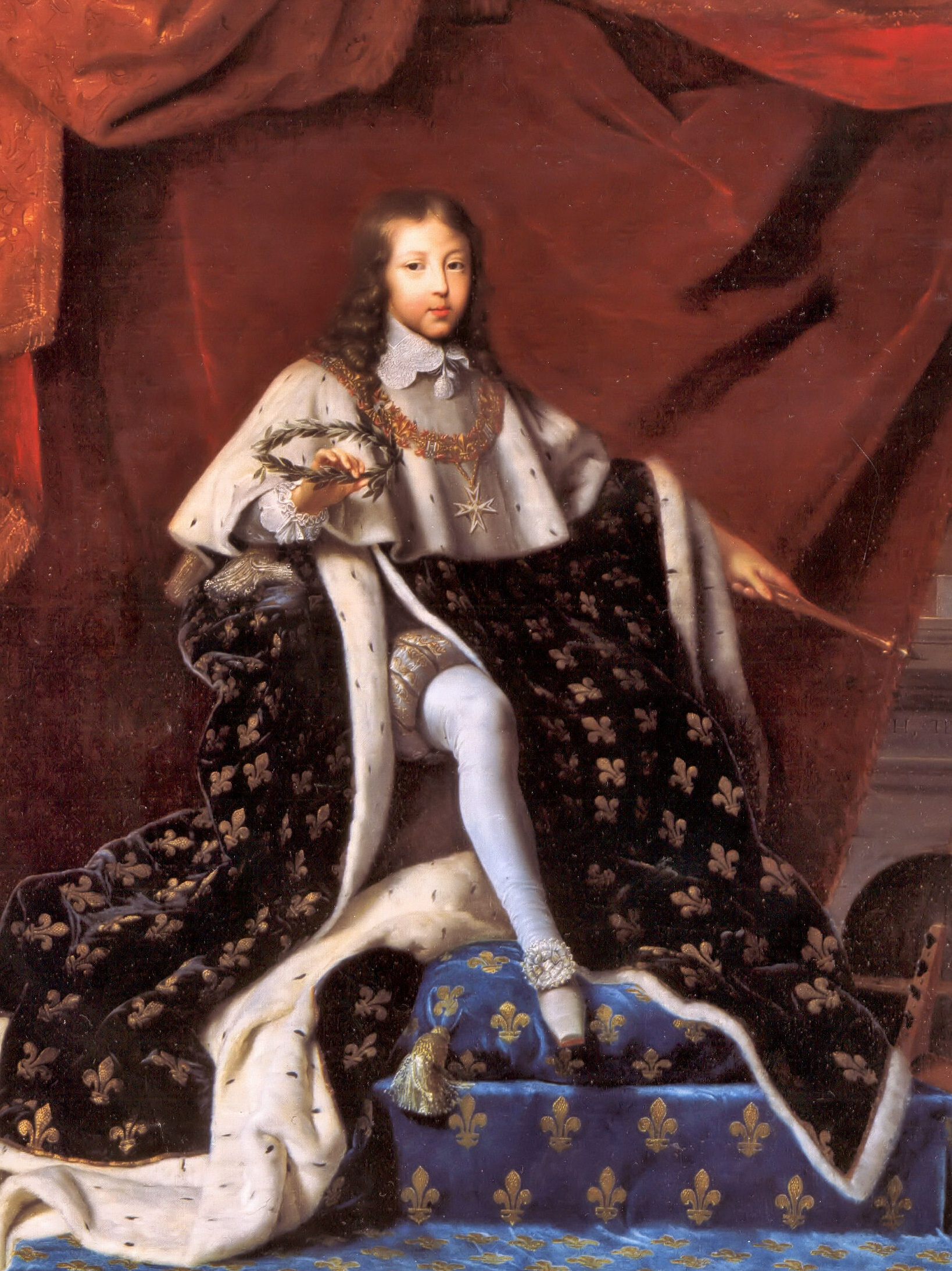
Louis XIV en costume de sacre en 1648

Pour la Maison des Habsbourg dont les deux branches règnent sur l'Espagne et le Saint-Empire, la France est un rival important. Pendant une grande partie des XVIe et XVIIe siècles, la France fait face au territoire des Habsbourg sur trois côtés : les Pays-Bas espagnols au nord, la Franche-Comté sur sa frontière orientale, et l'Espagne au sud. La perspective d'une expansion territoriale de la France indispose donc les Habsbourg et est source de conflits. De son côté, la France cherche à affaiblir les Habsbourg sur leurs possessions limitrophes.
Alors que les Protestants sont engagés dans la guerre de Trente Ans contre les armées impériales, le premier ministre de la France, Richelieu, pourtant cardinal de l’Église catholique, fournit quand même des subventions aux ennemis de l'empire. Ainsi, après 1630, il soutient généreusement l'invasion de l'empire par la Suède. Celle-ci obtient d'abord quelques succès, mais est sévèrement vaincue en 1634 à la bataille de Nördlingen par les armées de l'Espagne et du Saint-Empire. Le traité de paix qui en découle est très favorable aux Habsbourg.

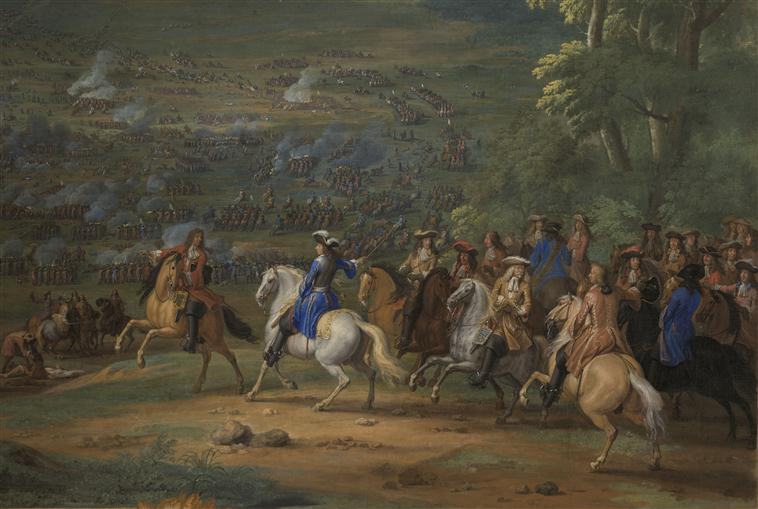
Condé à la bataille de Rocroi

Peu satisfait de ces résultats, Richelieu décide en 1635 d'impliquer plus activement la France dans sa lutte contre l'Espagne.

## Période 1635-1648
La France s'attaque alors aux forces espagnoles dans les Pays-Bas méridionaux et envoie également des forces en Lorraine et en Alsace pour couper l'axe de communication principal entre les Pays-Bas et l'Espagne par le port méditerranéen de Gênes. En 1643, l'armée française met un terme à la réputation d'invincibilité de l'infanterie espagnole qu'elle défait à la bataille de Rocroi.
Pendant la dernière décennie de la guerre de Trente Ans, les forces espagnoles dans les Pays-Bas sont encerclées par les armées françaises et hollandaises. Lors des négociations des traités de Westphalie, la France exige que l'Espagne en soit exclue. Les territoires gagnés en Alsace lui permettent d'interrompre les communications espagnoles avec les Pays-Bas.

## Période 1648-1659

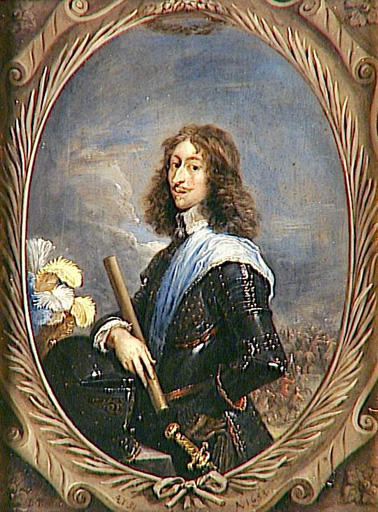
Le Grand Condé par David Teniers le Jeune

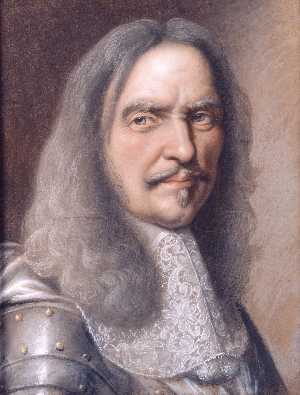
Henri de Turenne par Robert Nanteuil

En 1648, une importante révolte, la Fronde, secoue la France jusqu'à ce que Louis XIV prenne, en 1653, les rênes du pays. Les Français, lassés de l'anarchie, dégoûtés des princes, regardent le roi comme le garant de l'ordre et prennent parti pour lui. Dans une certaine mesure, la Fronde a ainsi préparé l'absolutisme de Louis XIV.
Lancée par les nobles, la guerre continue cependant en Flandre, en Catalogne et en Italie, partout où une garnison espagnole fait face à une garnison française. Louis II de Bourbon-Condé, meneur de la Fronde, passe dans le camp espagnol, avec les débris de son armée.
En 1653, la France est si affamée que ni les envahisseurs ni les défenseurs n'y trouvent un approvisionnement suffisant pour leur permettre de faire campagne jusqu'en juillet. Alors que, devant Péronne, Condé semble avoir sur Turenne un sérieux avantage, il ne parvient pas à galvaniser le général espagnol Fuensaldana qui, plus soucieux de préserver les soldats de son maître que d'établir Condé comme maire du palais auprès du roi de France, se retire sans combattre. En 1654, le principal événement est le siège et la libération d'Arras. La nuit du 24 au 25 août, l'armée de Turenne donne l'assaut des lignes de circonvallation. Condé ne doit son salut qu'à une série de charges de cavalerie audacieuses qu'il mène lui-même, comme à son habitude, épée à la main.
En 1655, Turenne prend les forteresses de Landrecies, de Condé-sur-l'Escaut et de Saint-Ghislain. Le 16 juillet 1656, le prince de Condé tente de prendre sa revanche de la défaite d'Arras en donnant l'assaut aux lignes de circonvallation que Turenne a mises en place autour de Valenciennes, mais ce dernier retire ses forces moyennant de lourdes pertes. La campagne de 1657 est relativement calme. En vertu du traité d'alliance qu'il a passé avec Mazarin, Cromwell envoie un corps d'infanterie de 6 000 hommes. Son but est de protéger l'Angleterre de la menace permanente des corsaires dunkerquois en les privant de leur port d'attache, Dunkerque.
Dunkerque est promptement assiégé et en grande force. Quand Don Juan d'Autriche et Condé apparaissent avec une armée de renfort, venue de Furnes, Turenne avance hardiment à leur rencontre. La bataille des Dunes, qui se déroule le 14 juin 1658, est la première vraie épreuve de force depuis la bataille du faubourg Saint-Antoine. L'aile gauche, commandée par Condé avec sa cavalerie, a le dessus, mais, dans les dunes, l'aile droite des Espagnols est enfoncée. Finalement, Condé se retire avec de lourdes pertes. Pour la première fois qu'elles paraissent sur un champ de bataille continental, les « tuniques-rouges » ont étonné les deux armées par la férocité têtue de leurs assauts.

« La garnison de Dunkerque se rend le 25 juin et comme promis la ville est remise à l'Angleterre. La croix de saint Georges flottera sur la ville jusqu'à ce que Charles II d'Angleterre, qui a grand besoin d'argent pour restaurer sa monarchie, ne la revende pour £400000 au roi de France. Une dernière campagne désordonnée se déroule encore en 1659 avant que la guerre ne prenne fin. »

## Le traité des Pyrénées (1659)

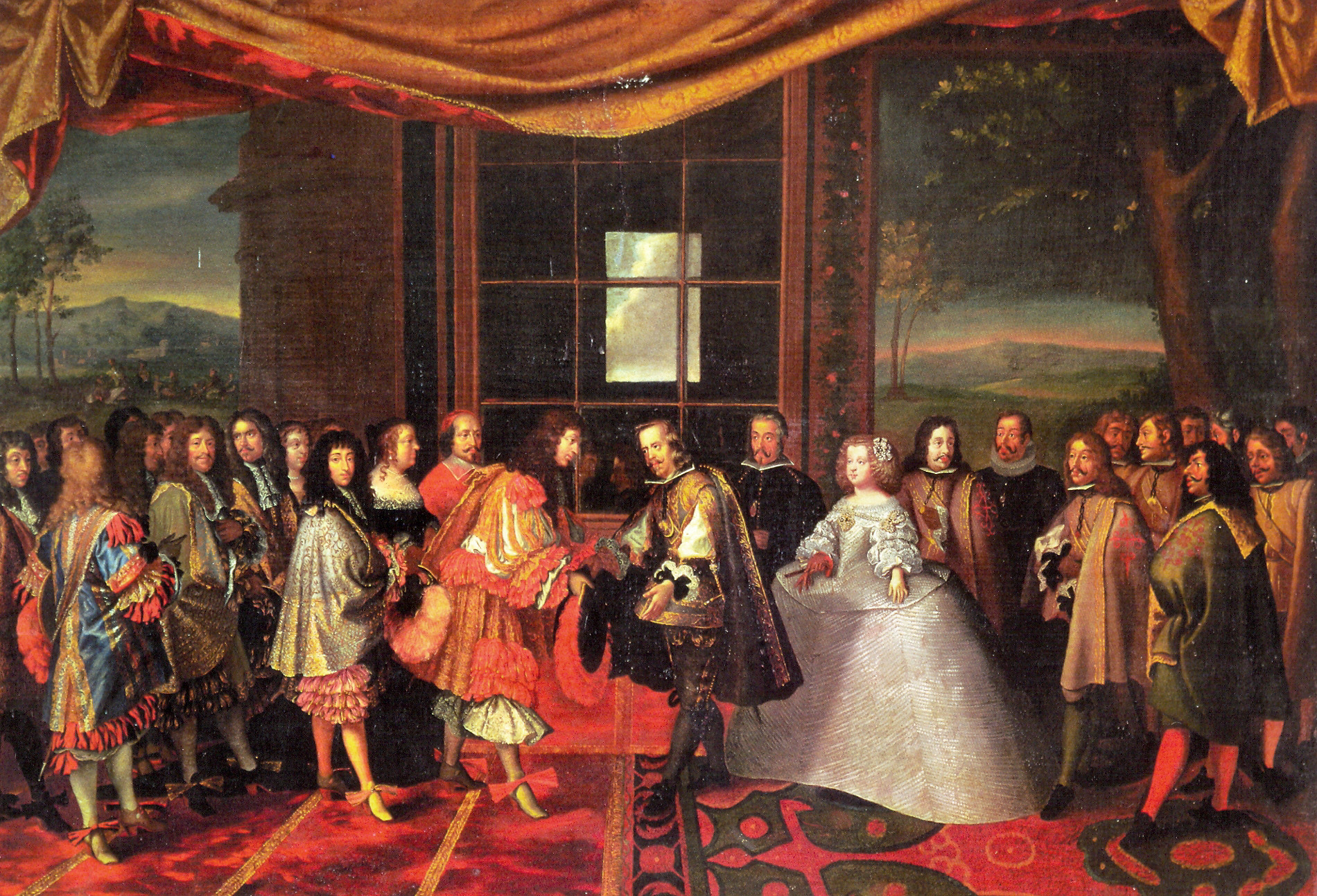
Entrevue de Louis XIV et de Philippe IV dans l'Île des Faisans en 1659

Engagées dès juillet 1656 à Madrid, les négociations de paix aboutissent au traité des Pyrénées. Les rois Louis XIV et Philippe IV sont représentés durant les négociations par leurs Premiers ministres respectifs, le cardinal Mazarin et don Luis de Haro. 
Le traité est signé le 7 novembre 1659 sur l'île des Faisans, au milieu de la Bidassoa, entre Hendaye et Irun. Cette île est depuis lors aussi appelée « île de la Conférence ». 
La France obtient la cession de plusieurs territoires, soit du royaume d'Espagne (le comté de Roussillon et les trente-trois villages de la Cerdagne, les deux villes de Llivia et de Puigcerdà restant espagnoles) ; soit des Pays-Bas méridionaux, possession personnelle du roi d'Espagne : le comté d'Artois ainsi que plusieurs places fortes comme Gravelines (comté de Flandre), Philippeville (comté de Namur), Thionville et Montmédy (duché de Luxembourg).

## Conséquences

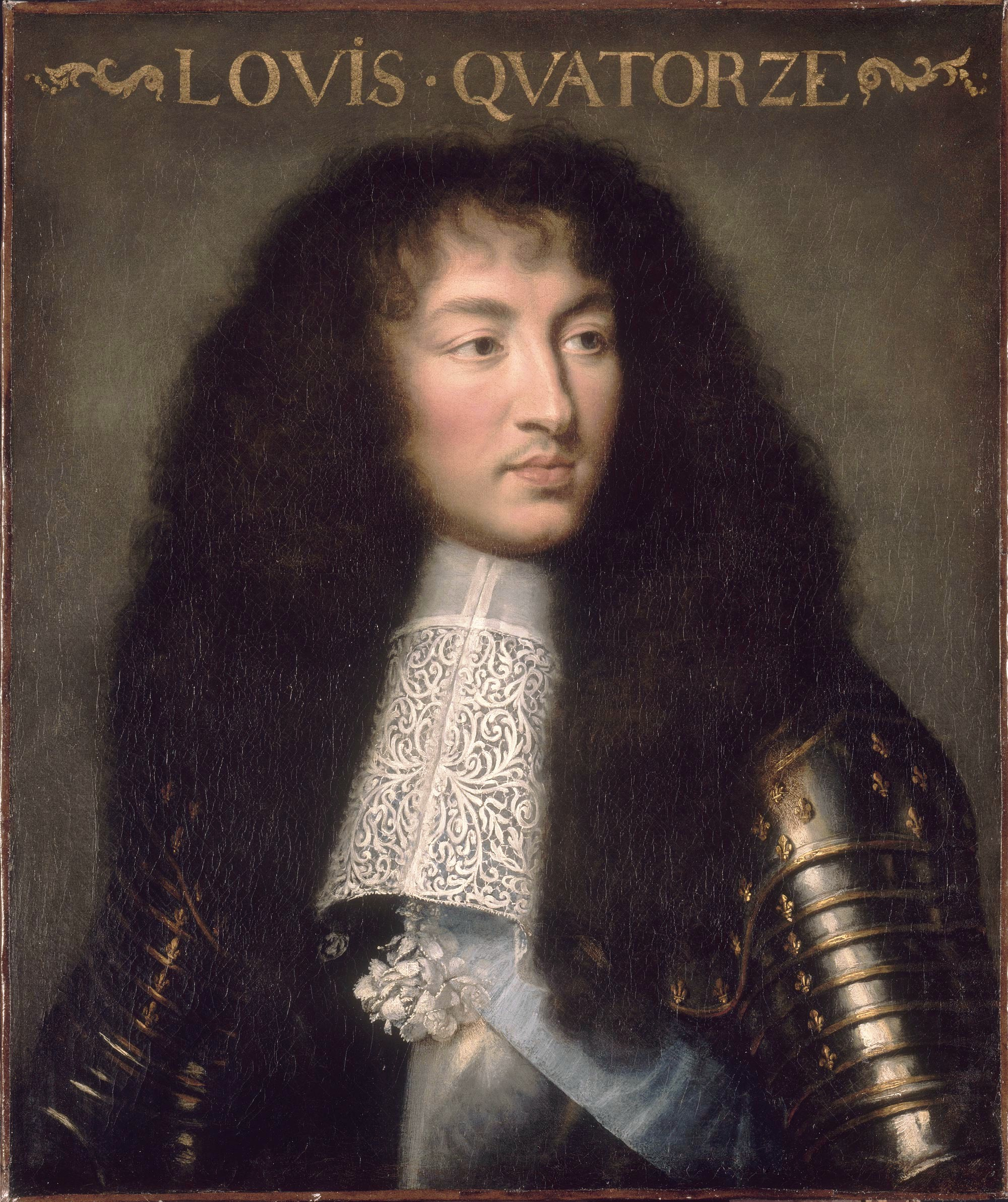
Louis XIV en 1661

Le traité des Pyrénées marque que la France est devenue la première puissance en Europe et que les rois de France prennent définitivement le dessus sur la maison des Habsbourg d'Espagne.
Les rois de France et d'Espagne se rencontrent en personne les 5 et 6 juin 1660 sur l'île des Faisans, prélude au mariage prévu par le traité entre Louis XIV et la fille de Philippe IV, Marie-Thérèse, qui est aussi sa cousine par sa mère Élisabeth de France. Le mariage est célébré le 9 juin 1660 à Saint-Jean-de-Luz.
Le 27 janvier 1660, Louis II de Bourbon-Condé obtient le pardon de Louis XIV à Aix-en-Provence, à la suite duquel il se comporte comme un loyal sujet du roi de France.